# Bring On the Dancing Horses
Bring On the Dancing Horses è un singolo del gruppo musicale inglese Echo & the Bunnymen, pubblicato il 14 novembre 1985 come unico estratto dalla compilation Songs to Learn & Sing.
Secondo le note di copertina che accompagnano l'uscita del CD, la canzone venne registrata appositamente per il film Bella in rosa di John Hughes, ove è inclusa anche nella colonna sonora. La canzone raggiunse il numero 21 della classifica britannica e il numero 15 di quella irlandese.

## Il disco

### Versioni
Il singolo venne distribuito su disco da 7 pollici, da 12 pollici e su picture disc. Sul singolo da 7 pollici e il picture disc la traccia del titolo è di tre minuti e 59 secondi e il lato B è Over Your Shoulder. La traccia del titolo è stata estesa di un minuto e 38 secondi per il singolo da 12 pollici, a cinque minuti e 37 secondi, e una traccia extra, Bedbugs and Ballyhoo, è stato aggiunto al lato B. Il singolo da 7 pollici è uscito anche in edizione limitata con un disco extra contenente Villiers Terrace e Monkeys dalla sessione di agosto 1979 di John Peel. Laurie Latham produsse la title track e The Bunnymen i lati B. I singoli furono pubblicati da Korova nel Regno Unito e dalla WEA nel resto del mondo.

### Cover
Bring On the Dancing Horses è stata reinterpretata da vari artisti. Nel 2000 il gruppo punk statunitense Lagwagon ha pubblicato una versione sull'album di B-side e rarità Let's Talk About Leftovers e i Simple Minds hanno registrato una versione per l'album di cover Neon Lights del 2001. La canzone è stata anche eseguita dal vivo dai Flaming Lips e i Decemberists. Una versione del brano, eseguita dagli Universal Circus, è inclusa nell'album del 2005 Play the Game: Un Tributo a Echo & the Bunnymen. Parte della canzone è stata cantata anche dal leader dei Killers Brandon Flowers agli MTV Europe Music Awards 2008, durante l'esecuzione di Human. È inoltre presente anche sull'EP di cover The Velveteen Age di Diane Birch.

## Tracce
Testi e musiche degli Echo & the Bunnymen.

### 7"
Lato 1
1. Bring On the Dancing Horses - 3:59

Lato 2
1. Over Your Shoulder - 4:04

### 12"
Lato 1
1. Bring On the Dancing Horses (Extended Mix) - 5:37

Lato 2
1. Bed Bugs and Ballyhoo - 3:35
2. Over Your Shoulder - 4:04

## Formazione
- Ian McCulloch - voce, chitarra
- Will Sergeant - chitarra
- Les Pattinson - basso
- Pete de Freitas - batteria

## Classifiche
| Classifica (1985-6) | Posizione massima |
| ------------------- | ----------------- |
| Australia           | 78                |
| Belgio              | 19                |
| Irlanda             | 15                |
| Nuova Zelanda       | 31                |
| Paesi Bassi         | 45                |
| Regno Unito         | 21                |